# Gwyneth Jones (Schriftstellerin)
Gwyneth Ann Jones (* 14. Februar 1952 in Manchester, England) ist eine englische Science-Fiction- und Fantasy-Schriftstellerin, eine Literaturkritikerin sowie eine Autorin von Kinder- und Jugendbüchern. Sie schreibt auch unter dem Pseudonym Ann Halam.

## Biografie und Karriere als Schriftstellerin
Nach der Schulzeit in einer Klosterschule erlangte sie ihren Bachelor-Abschluss in Europäischer Ideengeschichte an der University of Sussex. Sie schrieb für jüngere Leser seit 1980 unter dem Pseudonym Ann Halam. Unter diesem Namen hat sie bisher mehr als zwanzig Romane veröffentlicht.
1984 veröffentlichte sie unter ihrem eigenen Namen mit Divine Endurance ihren ersten Science-Fiction-Roman für Erwachsene. Sie schreibt auch weiter für die jeweiligen Zielgruppen unter diesen beiden Namen. Ihre Werke erhielten zahlreiche Preise: World Fantasy Award, British Science Fiction Association Award, Children of the Night Award der Dracula Society, den Arthur C. Clarke Award, den Philip K. Dick Award und den James Tiptree, Jr. Award. Ohne dass dies einen Schwerpunkt ihres Werkes darstellt, führen die in ihren Science-Fiction-Werken enthaltenen feministischen Komponenten zu Vergleichen mit Ursula K. Le Guin – wobei eher Unterschiede hinsichtlich Inhalt und Stil bestehen.
Trotz der Qualität ihrer literarischen Werke und vielfältiger Preise sind nur wenige Texte Gwyneth Jones’ in deutscher Übersetzung erhältlich.
Gwyneth Jones lebt mit ihrem Mann und Sohn in Brighton, England.

## Werke

### Romane
| Name                                    | Veröffentlicht                     | ISBN                                       | Kommentare |  |
| --------------------------------------- | ---------------------------------- | ------------------------------------------ | --- |  |
| Water in the Air                        | London: Macmillan, 1977            | ISBN 0-333-22757-3                         | unter Gwyneth A Jones |  |
| The Influence of Ironwood               | London: Macmillan, 1978            | ISBN 0-333-23838-9                         | unter Gwyneth A Jones |  |
| The Exchange                            | London: Macmillan, 1979            | ISBN 0-333-26896-2                         | unter Gwyneth A Jones |  |
| Dear Hill                               | London: Macmillan, 1980            | ISBN 0-333-30106-4                         | unter Gwyneth A Jones |  |
| Divine Endurance                        | London: George Allen & Unwin, 1984 | ISBN 0-04-823246-7                         | |  |
| Escape Plans                            | London: Allen & Unwin, 1986        | ISBN 0-04-823263-7                         | Arthur C. Clarke Award Nominierung, 1987                                                                                      |  |
| Kairos                                  | London: Unwin Hyman, 1988          | ISBN 0-04-440163-9                         | Arthur C. Clarke Award Nominierung, 1989                                                                                      |  |
| The Hidden Ones                         | London: The Women’s Press, 1988    | ISBN 0-7043-4910-8                         | |  |
| Flower Dust                             | London: Headline, 1993             | ISBN 0-7472-0846-8                         | |  |
| White Queen, dt. Weiße Königin 1996     | London: Gollancz, 1991             | ISBN 0-575-04629-5, dt. ISBN 3-453-10922-8 | Buch 1 der Aleutian Trilogie; James Tiptree, Jr. Award, 1991; Arthur C. Clarke Award Nominierung, 1992                        |  |
| North Wind dt. Nordwind, 1999           | London: Gollancz, 1994             | ISBN 0-575-05449-2, dt. ISBN 3-453-14913-0 | Buch 2 der Aleutian Trilogie; BSFA Nominierung, 1994; Arthur C. Clarke Award Nominierung, 1995                                |  |
| Phoenix Cafe                            | London: Gollancz, 1997             | ISBN 0-575-06068-9                         | Buch 3 der Aleutian Trilogie                                                                                                  |  |
| Bold As Love                            | London: Gollancz, 2001             | ISBN 0-575-07030-7                         | Buch 1 des Bold As Love Zyklus; Arthur C. Clarke Award, 2002; BSFA Nominierung, 2001; British Fantasy Award Nominierung, 2002 |  |
| Castles Made of Sand                    | London: Gollancz, 2002             | ISBN 0-575-07032-3                         | Buch 2 des Bold As Love Zyklus; British Science Fiction Award Nominierung, 2002                                               |  |
| Midnight Lamp                           | London: Gollancz, 2003             | ISBN 0-575-07470-1                         | Buch 3 des Bold As Love Zyklus; British Science Fiction Award Nominierung, 2003; Arthur C. Clarke Award Nominierung, 2004     |  |
| Band of Gypsys                          | London: Gollancz, 2005             | ISBN 0-575-07043-9                         | Buch 4 des Bold as Love Zyklus                                                                                                |  |
| Rainbow Bridge                          | London: Gollancz, 2006             | ISBN 0-575-07715-8                         | Buch 5 des Bold As Love Zyklus                                                                                                |  |
| Life                                    | Seattle, WA: Aqueduct Press, 2004  | ISBN 0-9746559-2-9                         | Philip K. Dick Award, 2004; James Tiptree, Jr. Award shortlist, 2004;                                                         |  |
| Spirit: or The Princess of Bois Dormant | London: Gollancz, 2008             | ISBN 978-0-575-07473-6                     | Arthur C. Clarke Award Nominierung, 2010                                                                                      |  |

### Sammlungen
- Identifying the Object. Austin, TX: Swan Press, 1993. No ISBN
- Seven Tales and a Fable. Cambridge, MA: Edgewood Press, 1995. ISBN 0-9629066-5-4
- Grazing the Long Acre. Hornsea: PS Publishing, 2009. ISBN 978-1-906301-56-9
- The Buonarotti Quartet. Seattle, WA: Aqueduct Press, 2009.
- The Universe of Things. Seattle, WA: Aqueduct Press, 2011 (trade paper). ISBN 978-1-933500-44-7

### Sachbücher
- Deconstructing the Starships: Science, Fiction and Reality. Liverpool: Liverpool University Press, 1999. ISBN 0-85323-783-2
- Imagination / Space. Seattle, WA: Aqueduct Press, 2009.

### Kinder- und Jugendliteratur unter dem Pseudonym Ann Halam
- Ally, Ally, Aster. London: Allen & Unwin, 1981. ISBN 0-04-823192-4
- The Alder Tree. London: Allen & Unwin, 1981. ISBN 0-04-823205-X
- King Death's Garden. London: Orchard Books, 1986. ISBN 1-85213-003-2, dt. Garten der Schatten, 1988, ISBN 3-401-04258-0
- The Inland trilogy
  - The Daymaker. London: Orchard Books, 1987. ISBN 1-85213-019-9
  - Transformations. London: Orchard Books, 1988. ISBN 1-85213-119-5
  - The Skybreaker. London: Orchard Books, 1990. ISBN 1-85213-183-7
- Dinosaur Junction. London: Orchard Books, 1992. ISBN 1-85213-369-4
- The Haunting of Jessica Raven. London: Orion, 1994. ISBN 1-85881-050-7, dt. Schattenträume, 1997, ISBN 3-7855-2912-0
- The Fear Man. London: Orion, 1995. ISBN 1-85881-158-9, dt. Das Nachtfenster, ISBN 3-7855-3007-2
- The Powerhouse. London: Orion, 1997. ISBN 1-85881-405-7
- Crying in the Dark. London: Dolphin, 1998. ISBN 1-85881-394-8
- The N.I.M.R.O.D. Conspiracy. London: Dolphin, 1999. ISBN 1-85881-677-7
- Don't Open Your Eyes. London: Dolphin, 1999. ISBN 1-85881-791-9
- The Shadow on the Stairs. Edinburgh: Barrington Stoke, 2000. ISBN 1-902260-57-0
- Dr. Franklin's Island. London: Orion/Dolphin, 2001. ISBN 1-85881-396-4
- Taylor Five. London: Dolphin, 2002. ISBN 1-85881-792-7
- Finders Keepers. Edinburgh: Barrington Stoke, 2004. ISBN 1-84299-203-1
- Siberia. London: Orion, 2005. ISBN 1-84255-129-9 (shortlist, Booktrust Teenage Prize), deutsch Siberia 2007, ISBN 978-3-7941-8054-7
- Snakehead. London: Orion, 2007. ISBN 1-84255-526-X